# ЕвроХим — Белореченские минудобрения
ООО «ЕвроХим-Белореченские минудобрения» (бывший Краснодарский химический завод имени 60-летия СССР) — крупнейшее химическое предприятие на юге России, расположенное в окрестностях города Белореченск Краснодарского края. Специализируется на производстве фосфорных и сложно водорастворимых минеральных удобрений, азотных соединений. Входит в состав минерально-химической компании «ЕвроХим».

## История
На основании Постановления Центрального комитета КПСС и Совета министров СССР от 28 августа 1970 года № 715 «О мерах по развитию промышленности минеральных удобрений и химических средств защиты растений в 1971—1975 годах» было принято решение о строительстве химического завода в Белореченском районе.
В 1971 году в окрестностях Белореченска начались геологические и топографические исследования, проводимые группой изыскателей Ленинградского проектного института под руководством инженера Н. И. Цыганкова. Под будущий Краснодарский химический завод было выделено 600 гектаров земель, поросших преимущественно кустарником малоценных пород. В конце 1972 года на месте будущего завода появился походный вагончик, в котором обосновался прорабский пункт мехколонны № 62. Первоочередной задачей было строительство подъездных путей и уже к весне 1973 года начала функционировать ветка от железной дороги Армавир-Туапсе. Новая железнодорожная станция была названа Дружной. В этом же году в городе был создан трест «Краснодархимстрой» — генеральный подрядчик строящегося завода.
Возведение завода было объявлено комсомольской ударной строкой в 1973 — 1986 г.г. На строительстве заводских цехов и корпусов было задействовано около 5 тыс. чел.
9 июля 1977 года считается днём рождения Краснодарского химического завода, так как именно в этот день с подъездных путей предприятия были отправлены первые сотни тонн серной кислоты. К сентябрю 1979 года предприятие выпустило 1 000 000 тонн серной кислоты.
7 октября 1979 года был пущен в эксплуатацию цех по производству жидких сложных минеральных удобрений (ЖКУ). В целом, за период с 1974 по 1986 годы на предприятии было построено 14 цехов, в которых трудились около 3000 рабочих. Строительство Краснодарского химического завода подтолкнуло развитие Белореченска, который в 1980 году был отнесён к категории городов краевого подчинения.
Вместе с заводом были построены профилакторий на 100 мест с использованием термальных вод в хуторе Кубанский, средняя школа на 1176 мест (школа № 5), два детских дошкольных учреждения на 280 мест каждое. Помимо действующей заводской поликлиники была построена больница на 200 мест и поликлиника на 400 посещений.
В течение 1980-х годов на химзаводе осуществлялось поэтапное расширение производственных мощностей и выпускаемой продукции. Так, в 1982 году началось производство нитроаммофоски, экстракционной фосфорной кислоты, кремнефтористого натрия, слабой азотной кислоты.
В 1984—1988 г.г. были запущены цеха суперфосфорной кислоты, кормовых обесфториных фосфатов, сульфаминовой кислоты и второй цех серной кислоты.
По приказу Государственной агрохимической ассоциации (Агрохима) № 129 от 16 мая 1990 года Краснодарский химический завод был преобразован в Белореченское производственное объединение «Минудобрения».
12 августа 1996 года объединение «Минудобрения» было приватизировано и акционировано в АООТ «Минудобрения». После приватизации у предприятия начались проблемы с поставками сырья и финансированием, из-за чего завод оказался на грани банкротства. Выпуск удобрений был полностью остановлен, многочисленные министерские комиссии ратовали за закрытие предприятия, пытаясь доказать, что запуск завода после длительной остановки невозможен, а низкие цены на внешнем рынке сделают производство нерентабельным.

### Слияние с «ЕвроХимом»
В августе 2002 года был подписан меморандум о сотрудничестве с Минерально-химической компанией «ЕвроХим». Акционерное общество «Минудобрения» было преобразовано в ООО «ЕвроХим-БМУ».
С приходом «ЕвроХима» упорядочилось финансирование предприятия, стабилизировались поставки сырья. Это позволило в полном объёме загрузить мощности по производству серной, фосфорной кислоты, сложных удобрений. За пять лет в модернизацию производства на заводе было вложено около 1,2 млрд. руб. В сентябре 2006 года предприятие смогло достичь точку безубыточности, а уже к 2007 году прибыль позволила покрыть убытки прошлых лет.
Фактически к концу 2000-х годов «ЕвроХим-БМУ» смогло полностью выйти из кризисного положения, восстановить позиции на рынке минеральных удобрений, а также вновь оказалось способным оказывать г. Белореченску помощь в социально-экономическом развитии.
В 2013 году объём произведенных твёрдых минеральных удобрений составил 489,8 тыс. тонн.
В 2014 году реализовано 556,6 тыс. тонн продукции.
В 2018 году был открыт новый цех водорастворимых удобрений с производственной мощностью ~ 50 тыс. тонн в год.
В 2023 году на «ЕвроХим-БМУ» был осуществлён пуск установки по исследованию способов переработки фосфатного сырья, а также была выпущена опытно-промышленная партия (4 тыс. тонн) минеральных NPS-удобрений с элементарной серой.

## Географическое положение
Территория ООО «ЕвроХим-Белореченские минудобрения» составляет площадь 544 га и располагается в юго-восточной части Белореченского района Краснодарского края. Промышленная площадка химзавода занимает водораздельную часть между реками Пшиш и Пшеха, пересеченную балками Ганжа-1 и Ганжа-2.

## Сведения о предприятии
Завод состоит из 10 цехов, в которых производятся:
- серная кислота
- фосфорная кислота
- сложные минеральные удобрения (аммофос, жидкие комплексные удобрения, кормовые обесфторенные фосфаты)[13].

Производство относится к I классу опасности производственных объектов.